# Józef Konopka
Józef Adam Konopka z Konopek-Jałbrzykowegostoku h. Nowina (30. dubna 1818 Modlnica – 22. června 1880 Mogilany) byl rakouský politik polské národnosti z Haliče, během revolučního roku 1848 poslanec Říšského sněmu.

## Biografie

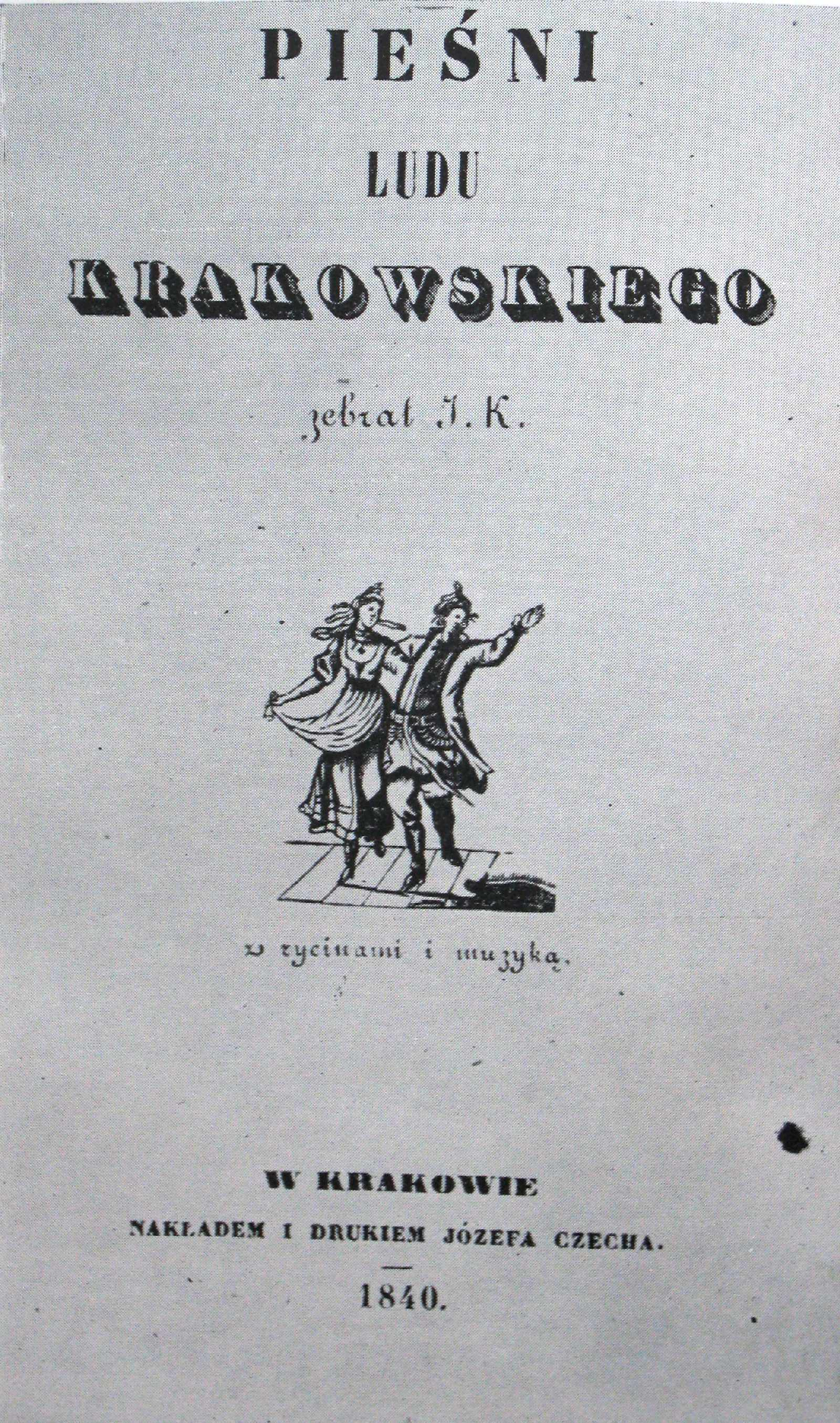
Kniha Pieśni ludu krakowskiego od Józefa Konopky.

Byl polským nižším šlechticem, zemědělcem působícím v Haliči. Zabýval se též etnografií, dokumentoval polské lidové písně.
Během revolučního roku 1848 se zapojil do politického dění. Ve volbách roku 1848 byl zvolen na rakouský ústavodárný Říšský sněm. Zastupoval volební obvod Skawina v Haliči. Uvádí se jako nájemce pivovaru. Patřil ke sněmovní levici.
V letech 1877–1880 byl poslancem Haličského zemského sněmu.